# Bezittingen van Zweden

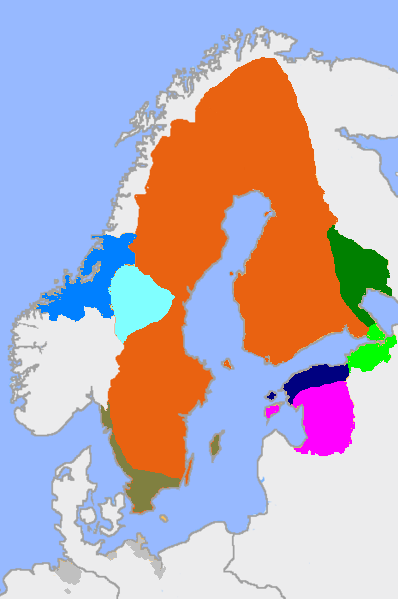
Het Zweedse rijk na de Vrede van Roskilde in 1658
Eigenlijk Zweden
Kexholm
Zweeds Ingermanland
Zweeds Estland
Zweeds Lijfland
Zweeds Pommeren, Bremen, Verden en Wismar
Skåne, Gotland en Bohuslän
Trøndelag en Møre og Romsdal
Härjedalen

De bezittingen van Zweden (Zweeds: Svenska besittningar) waren een aantal gebieden die onder de controle van de Zweedse kroon vielen, maar die geen deel uitmaakten van het eigenlijke Zweden. Deze gebieden werden over het algemeen bestuurd door een Gouverneur-Generaal, maar behielden en groot deel van hun oorspronkelijke wetgeving en hun landdag. De landdagen van de bezittingen hadden geen invloed op de beslissingen die in de Zweedse Rijksdag genomen werden.
Finland vormde sinds 1219 een integraal deel van Zweden en was dus geen bezitting.

## Bezittingen in het Baltisch gebied
Tussen 1561 en 1629 veroverde Zweden een groot deel van het baltisch gebied. In 1721 werden na de verloren Grote Noordse Oorlog al deze gebieden conform de Vrede van Nystad afgestaan aan het Russische Rijk.
- Zweeds Estland (1561 - 1721)
- Kexholm Län (1605 - 1721)
- Zweeds Ingermanland (1617 - 1721)
- Zweeds Lijfland (1621 - 1721)
- Zweeds Ösel (1645 - 1721)

### Estland
Estland kwam in 1561 uit vrije wil onder de Zweedse kroon om zich te beschermen tegen Rusland en Polen toen de Orde van de Zwaardbroeders hun macht verloren in de Baltische provincies. Territoriaal komt dit overeen met het noordelijke gedeelte van het huidige Estland. 

### Kexholm
Kexholm was een dunbevolkt gedeelte van Karelië ten westen en ten noorden van het Ladogameer en werd in 1605 door Zweden geannexeerd. In die tijd waren de meeste inwoners Finssprekende Orthodoxen. Tijdens de zeventiende eeuw, bekeerden de Lutherse Finnen uit het naburige Savo de bevolking tot het Lutheranisme. Tegenwoordig is het gebied onderverdeeld in de Finse regio’s Noord- en Zuid-Karelië en de Russische Republiek Karelië.  

### Ingermanland
Rusland stond Ingermanland en Zuid-Karelië af aan Zweden in de Vrede van Stolbovo in 1617, na de Ingrische Oorlog. Een eeuw later heroverde Rusland het gebied opnieuw, waardoor Peter de Grote de kans kreeg in 1703 om er de fundamenten te leggen voor de stad Sint-Petersburg, die later de hoofdstad zou worden van het Russische Keizerrijk. Door de Vrede van Nystad werd de overgang naar Rusland officieel.

### Riga
De Hanzestad Riga viel in de jaren 1620 onder Zweedse controle. Het was na Stockholm de grootste stad van het Zweedse Rijk.

### Lijfland
Lijfland werd veroverd van het Pools-Litouwse Gemenebest in 1629, na de Pools-Zweedse oorlog. Het gebied kwam echter pas volledig onder de Zweedse kroon in 1660 in het Verdrag van Oliva waarbij de Pools-Litouwse koning alle aanspraak op de Zweedse troon opgaf. Zweeds Lijfland was het zuidelijke deel van Estland en het noordelijke van het huidige Letland. 

### Ösel
Door de Vrede van Brömsebro (1645), die de Torstenson Oorlog beëindigde stond Denemarken-Noorwegen Jämtland, Härjedalen, Idre & Särna, Gotland, Halland en Ösel af aan Zweden. Ösel en Dagö, eilanden voor de kust van Estland, vielen in 1721 onder Russisch bewind. De andere gebieden bleven deel van Zweden.

## Bezittingen in Scandinavië
Bij de vredesverdragen van Brömsebroö (1645) en Roskilde (1648) breidde het Zweedse rijk zich zuidwaarts uit. Denemarken stond bij de laatstgenoemde vrede Blekinge, Bohuslän, Halland en Skåne, eerst tijdelijk, af. In de Schoonse Oorlog (1674-1679) verdedigde Zweden de nieuwe bezittingen succesvol. De verdragen stipuleerden dat de gebieden hun eigen wetten en privileges mochten behouden. Pas na een stapsgewijs integratieproces dat in 1721 voltooid werd maakten de gebieden werkelijk deel uit van Zweden. 

## Bezittingen in het Heilige Roomse Rijk
- Bremen-Verden
  - Hertogdom Bremen
  - Vorstendom Verden
- Zweeds Pommeren
- Heerlijkheid Wismar